# Antepipona pakasae
Antepipona pakasae är en stekelart som först beskrevs av Meade-waldo 1915.  Antepipona pakasae ingår i släktet Antepipona och familjen Eumenidae. Inga underarter finns listade i Catalogue of Life.